# Łazy-Poręba
Łazy-Poręba est une localité polonaise de la gmina de Krośnice, située dans le powiat de Milicz en voïvodie de Basse-Silésie.